# El Paraíso, Tabasco
El Paraíso är en ort i Mexiko.   Den ligger i kommunen Huimanguillo och delstaten Tabasco, i den sydöstra delen av landet, 600 km öster om huvudstaden Mexico City. El Paraíso ligger 11 meter över havet och antalet invånare är 102.
Terrängen runt El Paraíso är mycket platt. Runt El Paraíso är det ganska glesbefolkat, med 45 invånare per kvadratkilometer. Närmaste större samhälle är Las Choapas, 18,2 km söder om El Paraíso. Omgivningarna runt El Paraíso är en mosaik av jordbruksmark och naturlig växtlighet.